# Comœdia (krant)
Comœdia was een Frans literair en artistiek dagblad, op 1 oktober 1907 opgericht door Henri Desgrange (oud-wielrenner). Het laatste nummer verscheen in 1944.
Comœdia was een belangrijke culturele krant in Frankrijk. Het bood "een van de meest complete bronnen van cultuurgeschiedenis in Frankrijk vlak voor de Eerste Wereldoorlog", volgens Richard Abel.
Enkele belangrijke publicisten waren: Marcel Arland, Guillaume Apollinaire, André Rouveyre en Pierre Mac Orlan (Le Rire Jaune) en Jean-Paul Sartre.
In het interbellum waren er vanaf 1920 Miss France-verkiezingen (La plus belle femme de France tot 1927); Comœdia was een van de organisatoren.
Er zijn nog veel nummers online beschikbaar.

## Uitgaven

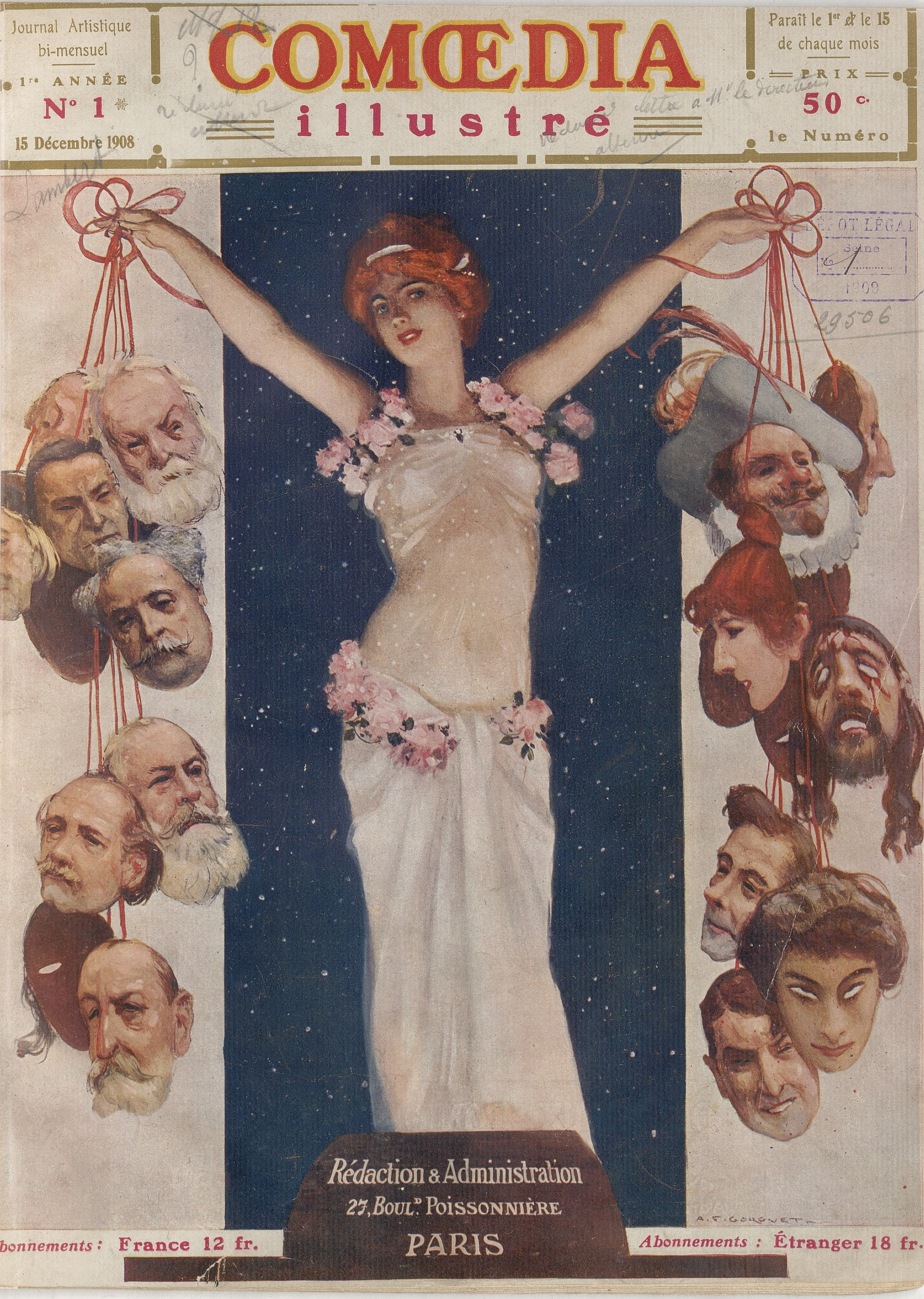
Comœdia illustré, nummer 1, 15 december 1908

- Van 1 oktober 1907 tot 6 augustus 1914 en van 1 oktober 1919 tot 1 januari 1937 werd het blad uitgegeven als dagblad.
- Van 1926 t/m 1936 was de laatste pagina de "Comœdia journal".
- Van 21 juni 1941 tot 5 augustus 1944 verscheen het als weekblad onder censuur van de Duitsers met de door hen gesteunde René Delange als redacteur. Op 17 augustus 1944 was de laatste uitgave.
- In de periode 1908 -1936 werd de Comoedia illustré als tweewekelijkse aanvulling op Comoedia gedrukt.

## Comoedia illustré
Comoedia illustré deed verslag van de hoogtepunten van het Parijse theater- en muziekleven verluchtigd met paginagrote fotografie van de laatste mode. De modellen waren meestal beroemde actrices van de belle époque. Eind 19e, begin 20e eeuw gingen de beter gesitueerde mensen zich steeds meer kleden volgens de laatste trends en mode. Wanneer moet een bepaald kledingstuk gedragen worden, hoe en waarmee; tijdschriften boden advies. Maurice de Brunhof was redacteur en René Clair vanaf 1919, na de fusie met Le Theatre, voor de bioscoopbijlage.

## Afbeeldingen

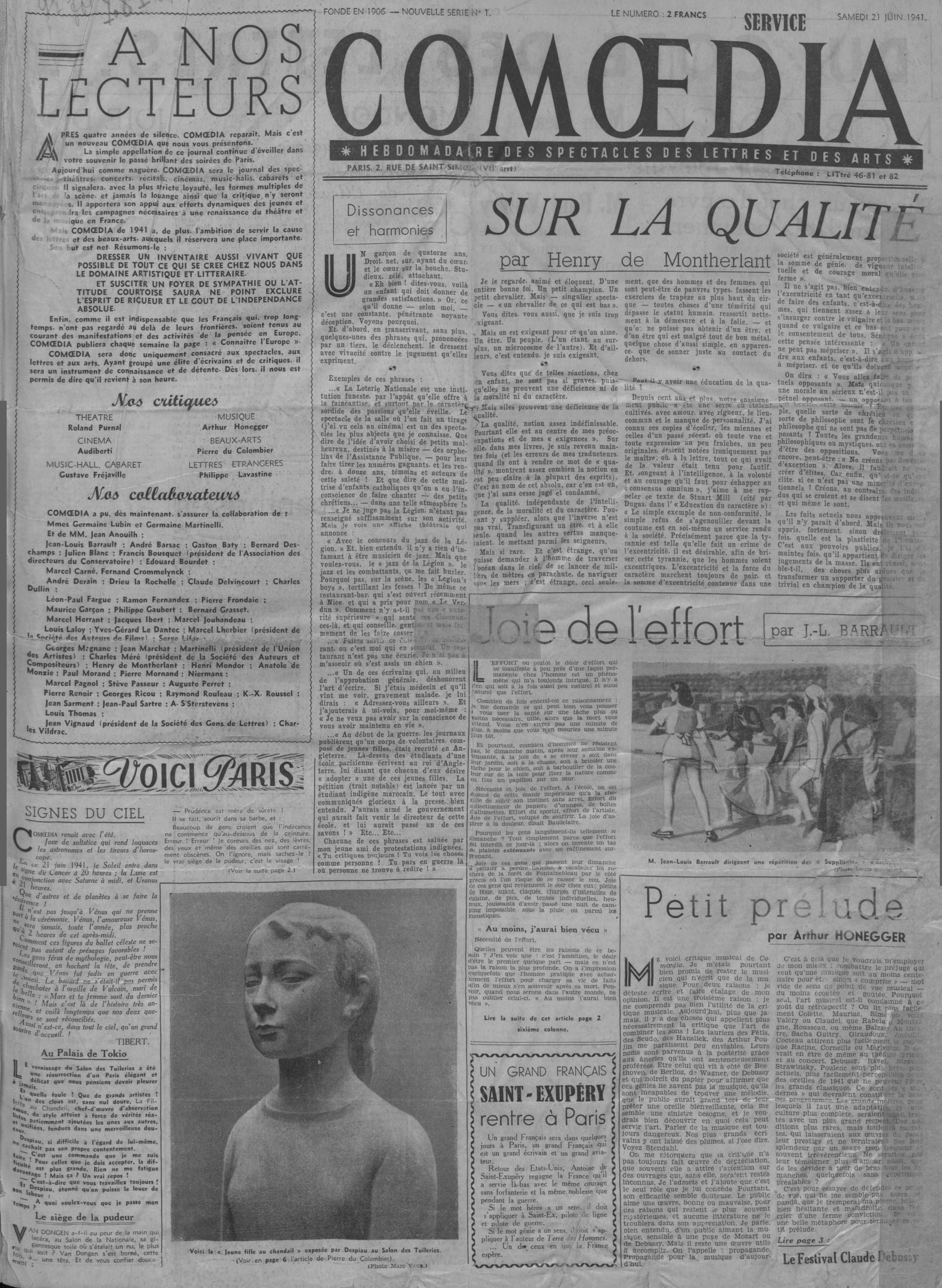
Comœdia, 21 juni 1941
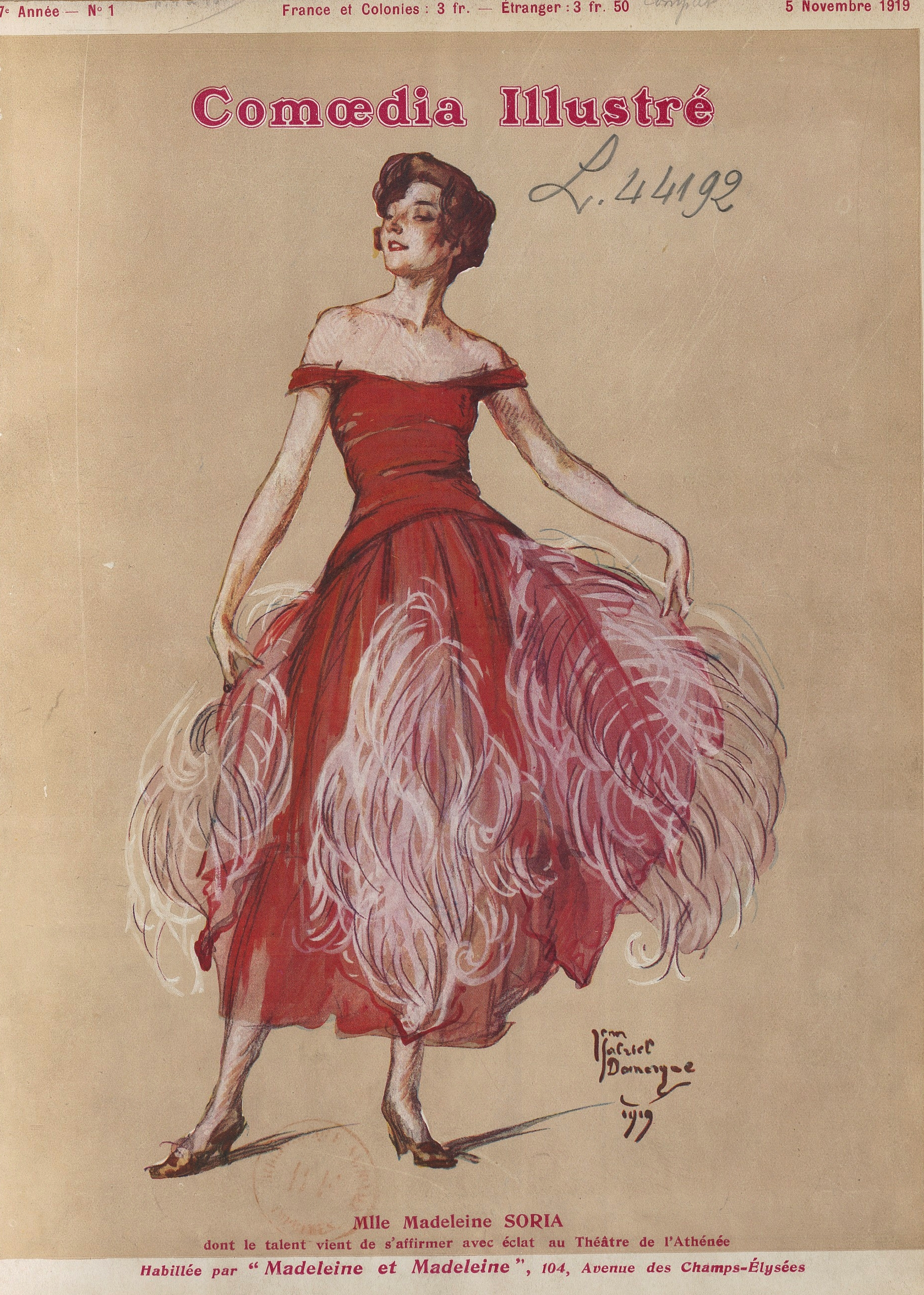
Comœdia illustré, 5 november 1919
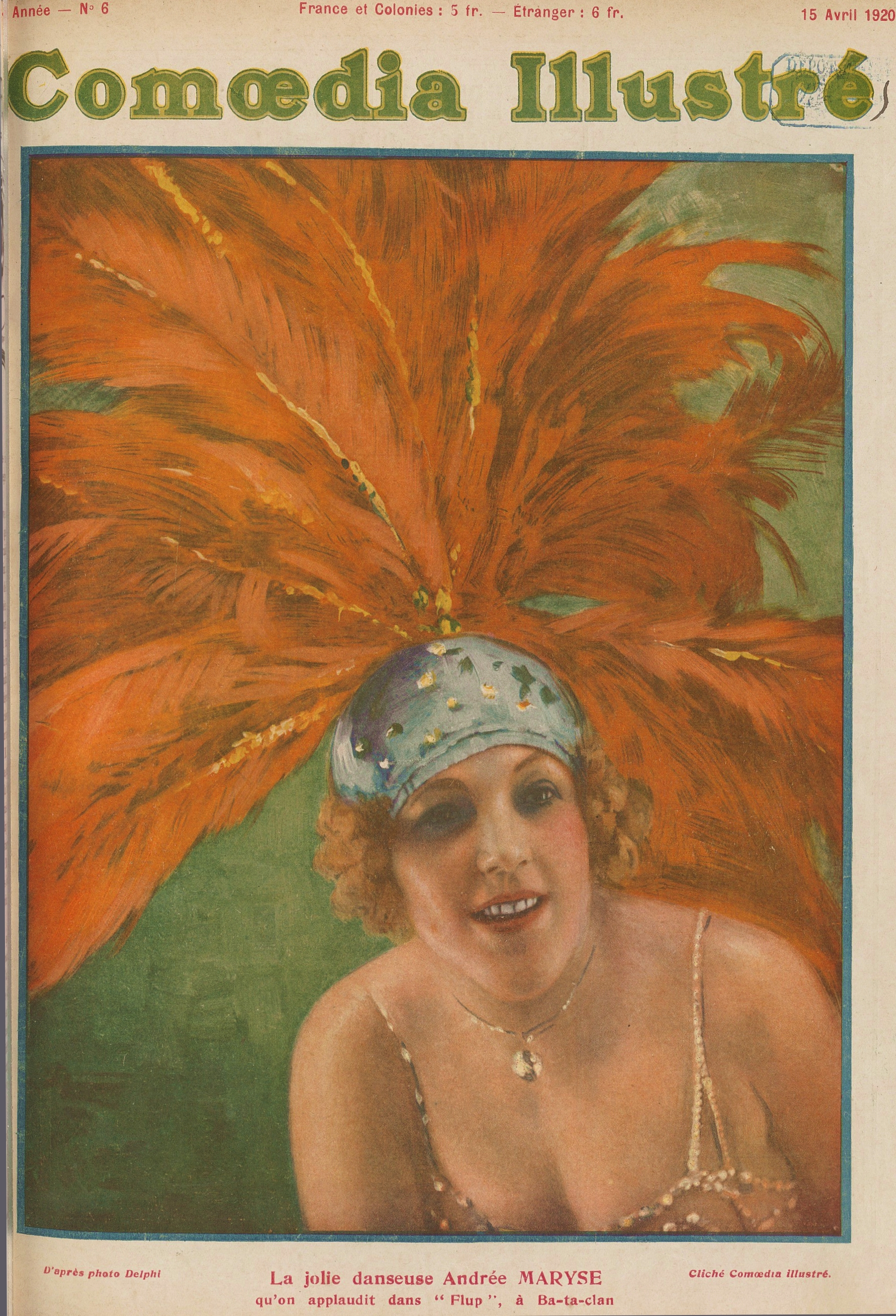
Comœdia illustré, 15 april 1920
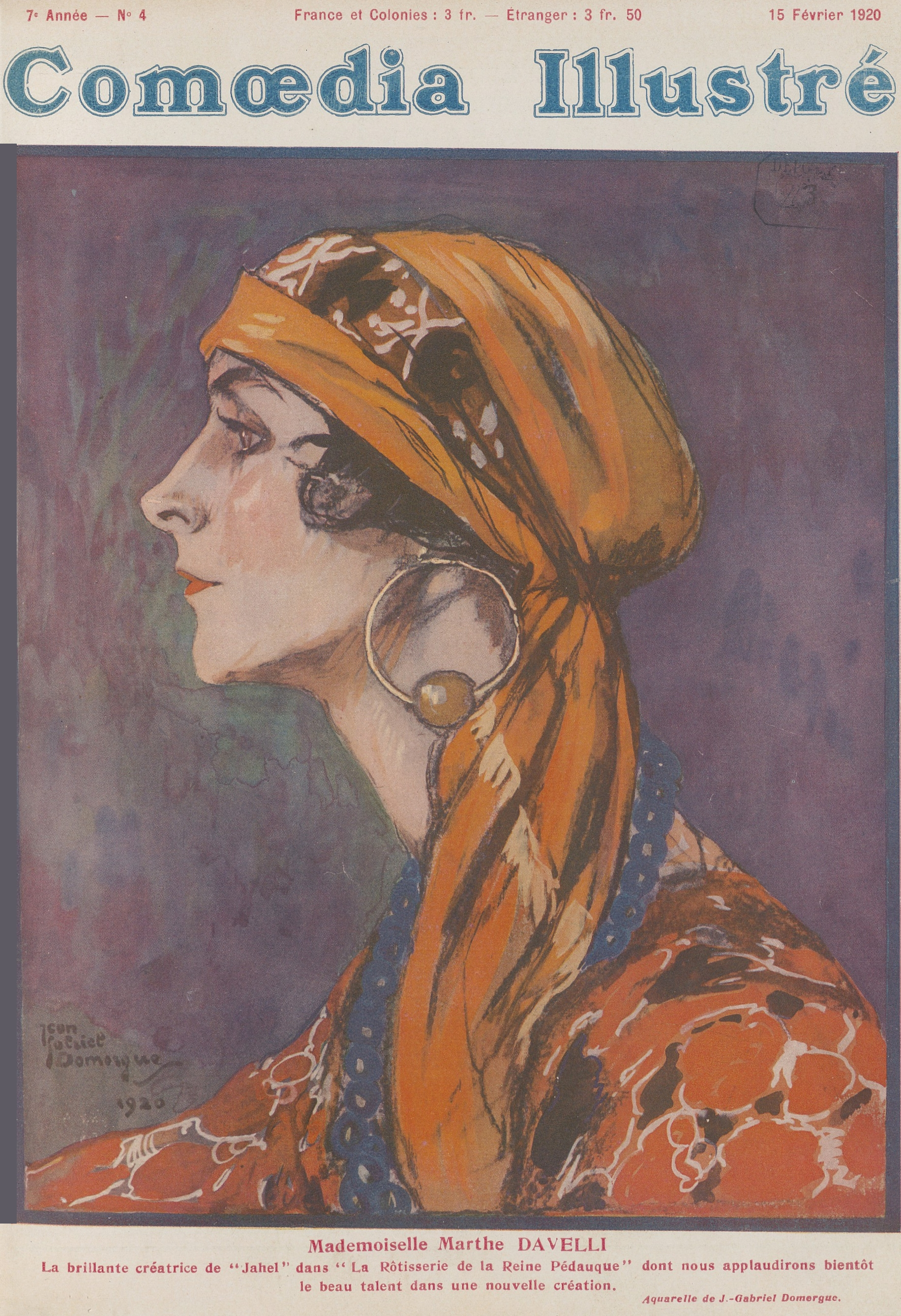
Comœdia illustré, 7 juli 1920